# Toraschrein

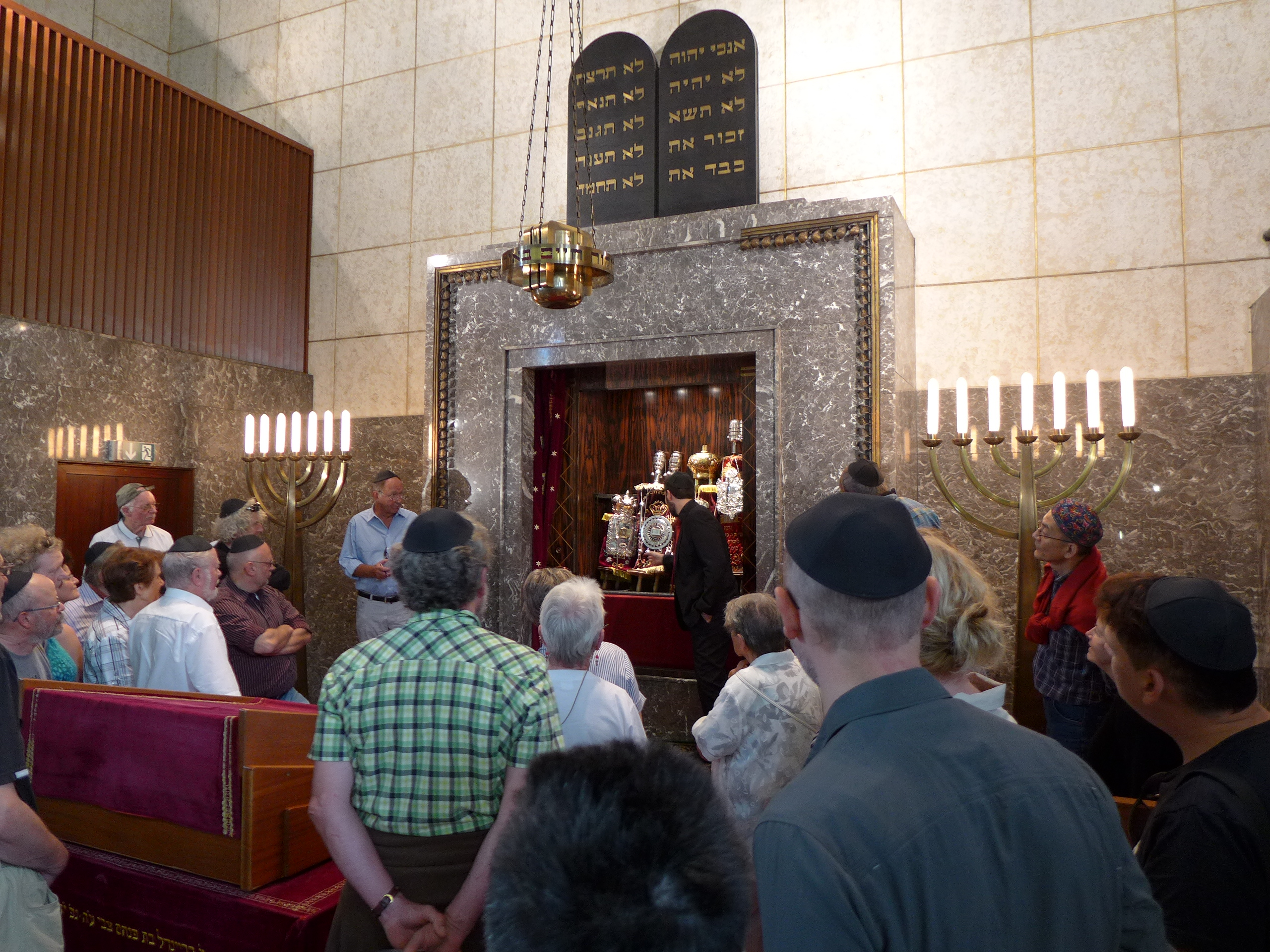
Toraschrein mit Gesetzestafeln und Vorlesepult (Bima) flankiert von Menora-Leuchtern, darüber hängend das Ewige Licht (Ner Tamid) als Hinweis auf die Gegenwart Gottes, Synagoge Saarbrücken

Der Toraschrein (bei den sephardischen Juden hebräisch הֵיכָל hēḵāl Hechal, deutsch ‚Palast, Tempel‘; bei den aschkenasischen Juden אָרוֹן הָקׄדֶש Aron ha-Kodesch, deutsch ‚die heilige Lade, der heilige Schrein‘) ist ein Schrein, in dem die Torarollen in der Synagoge aufbewahrt werden. Einen Toraschrein gab es schon in den Synagogen der Spätantike (siehe: Toraschrein (Antike)).
Im Mittelalter existierte meist nur eine Nische in der Ostwand, in der die Lade aufgestellt wurde, während in der Neuzeit ein hölzerner Schrank Verwendung findet, der von einer Rahmenarchitektur umgeben ist. Bis heute steht der Schrein an der Wand der Synagoge, die gegen Jerusalem gerichtet ist, und wird mit einem bestickten Vorhang (Parochet) bedeckt.
Am Fasttag Tischa beAv wird der Toraschrein zum Zeichen der Trauer nicht mit einem Vorhang bedeckt und bleibt geöffnet.
Es ist üblich, für die Wallfahrtsfeste und während der zehn Tage der Umkehr zwischen Rosch ha-Schana und Jom Kippur die normalerweise farbige Parochet gegen ein weißes Exemplar auszutauschen.

## Galerie

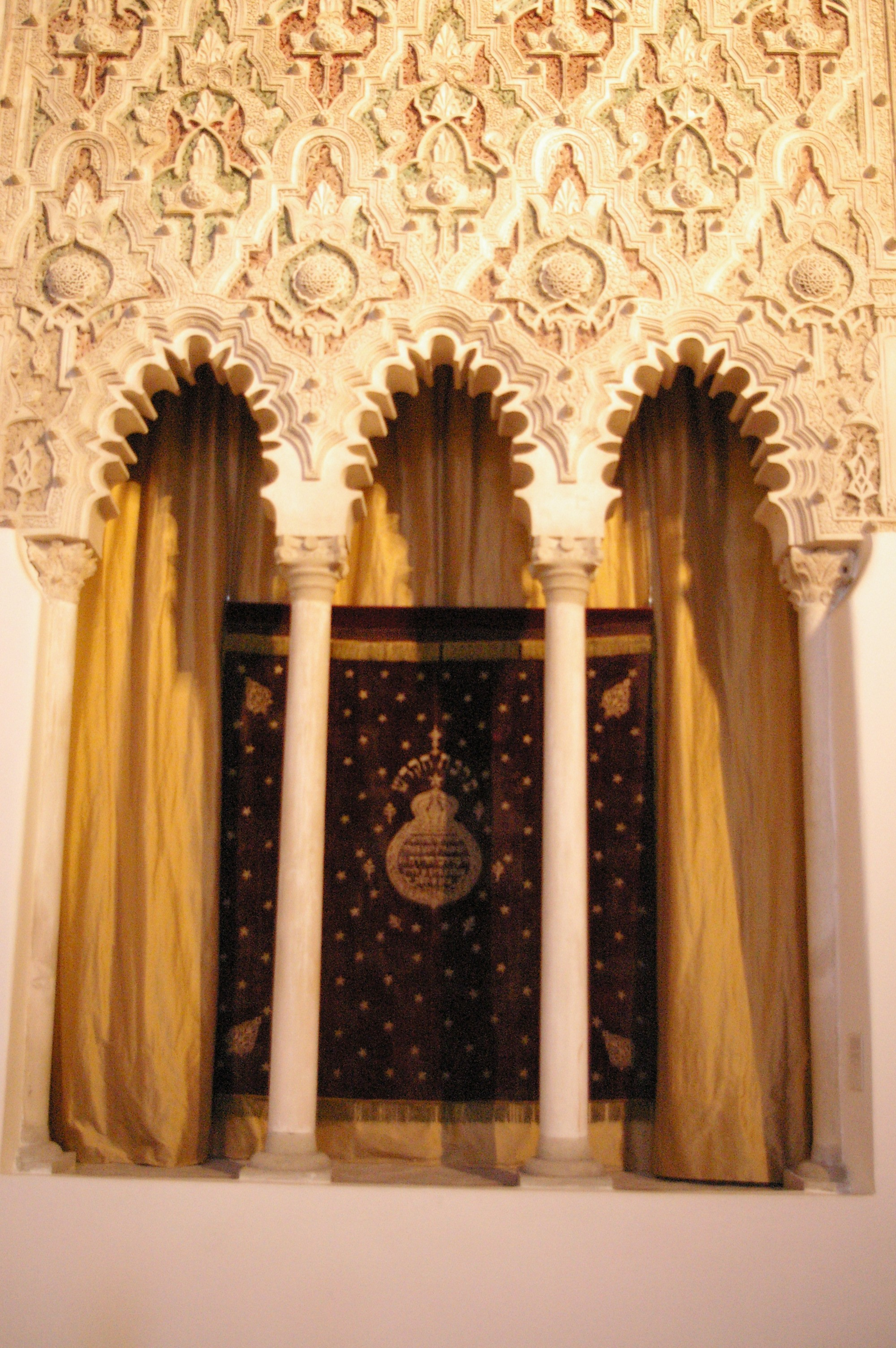
Nische der Hekhal (הֵיכָל hēkhāl) an der Ostwand der sephardischen Synagoge El Tránsito von Toledo (1357)
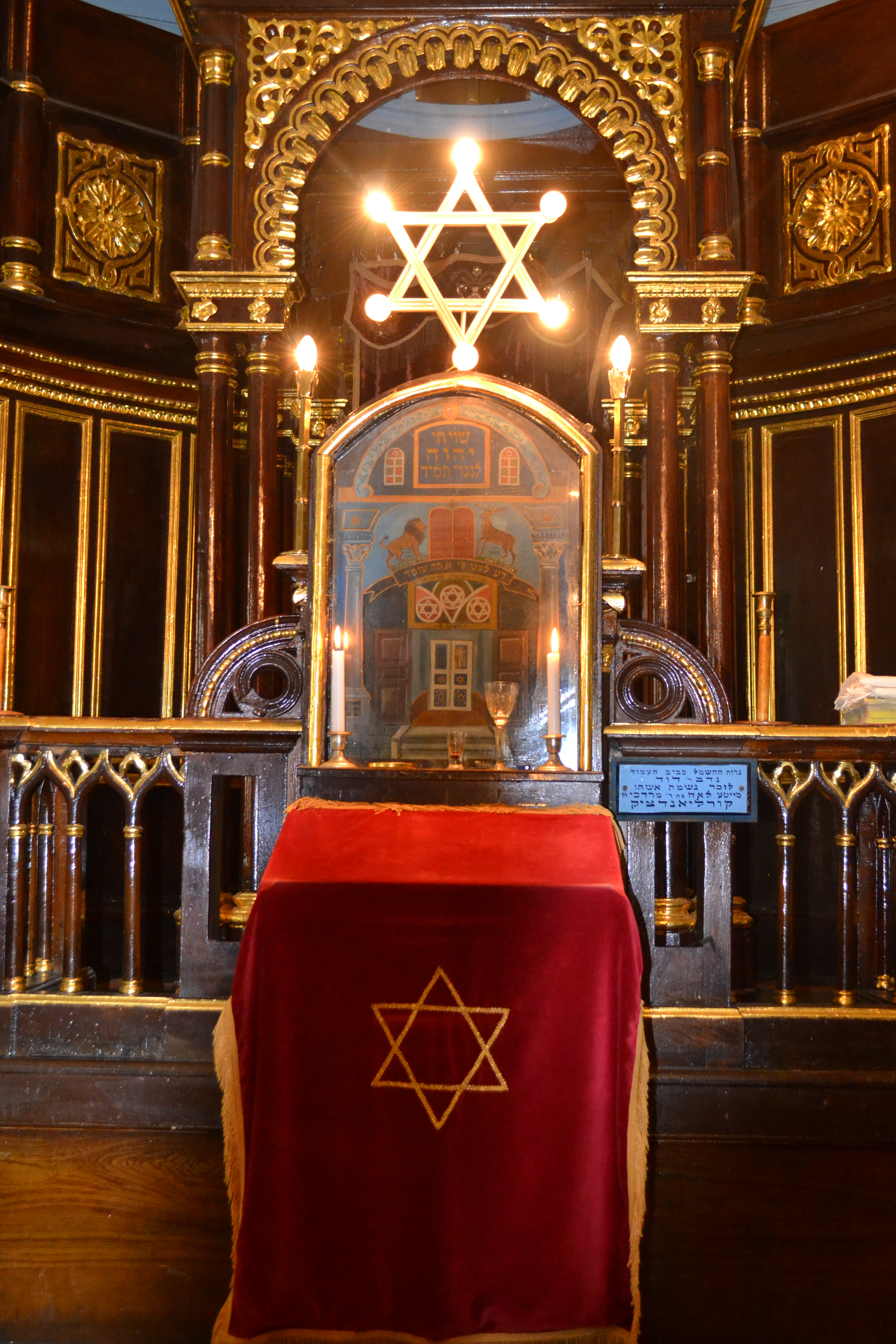
Toraschrein in der aschkenasischen Choral-Synagoge in Kaunas (1872)
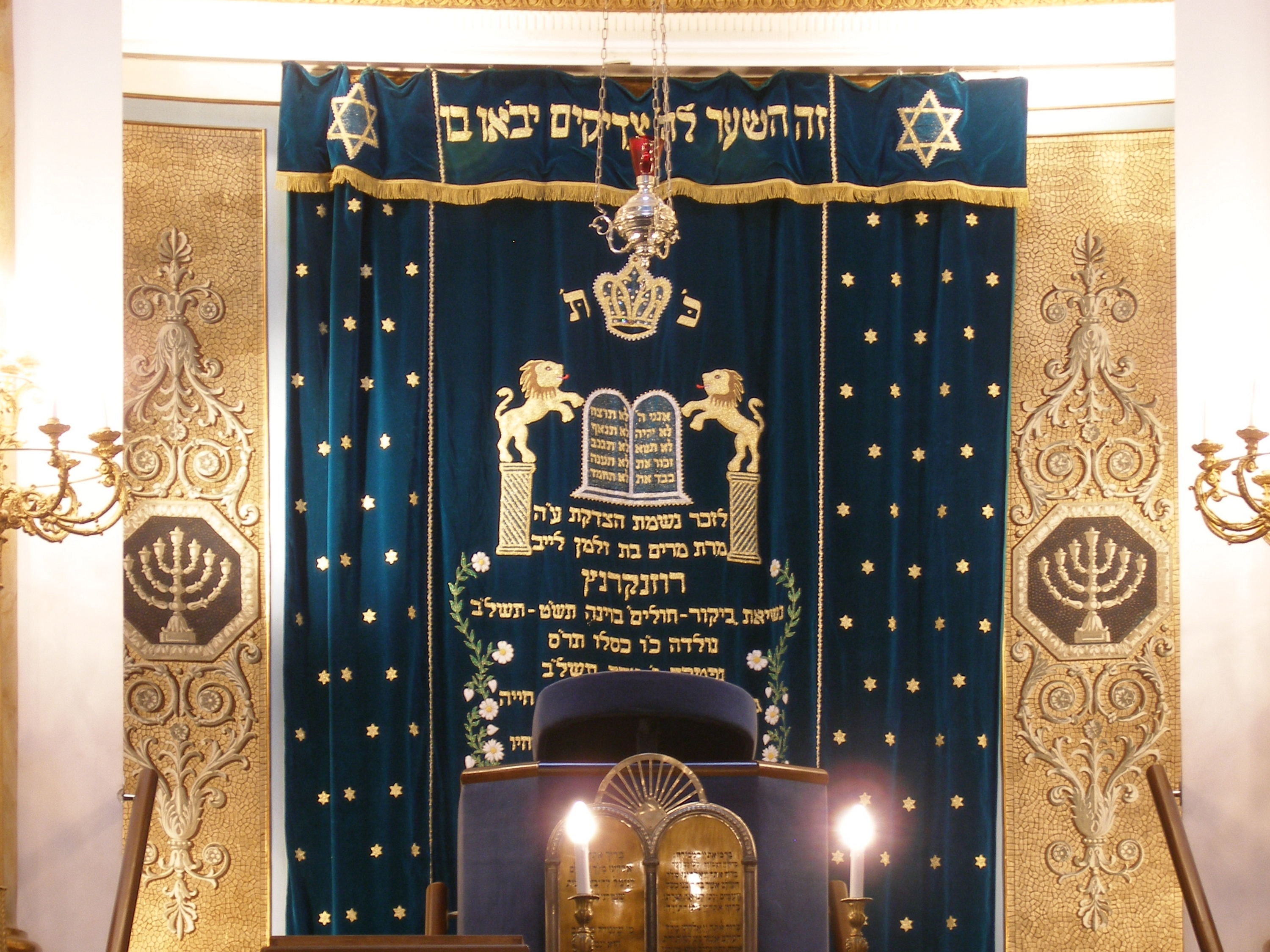
Wiener Stadttempel mit der blauen Parochet, 1826.
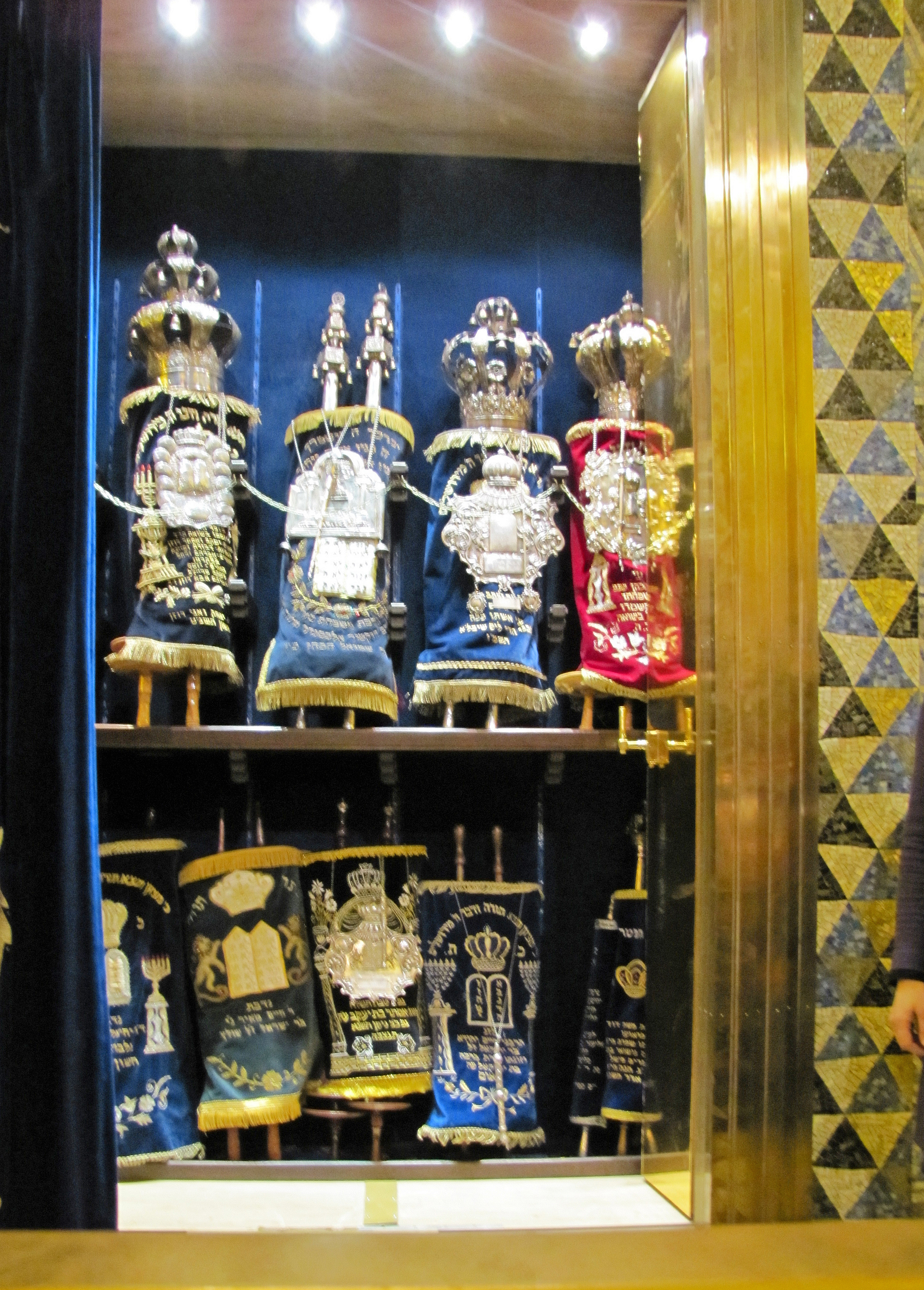
Offener Toraschrein der Westend-Synagoge mit den historischen Torarollen, Frankfurt am Main, 1910.
Toraschrank mit Gebotstafeln des Betsaal „Am Oberen Winkel“ aus Solothurn (um 1900), die Lade besteht aus Holz; heute in der Sammlung des Jüdischen Museums der Schweiz.[3][4]
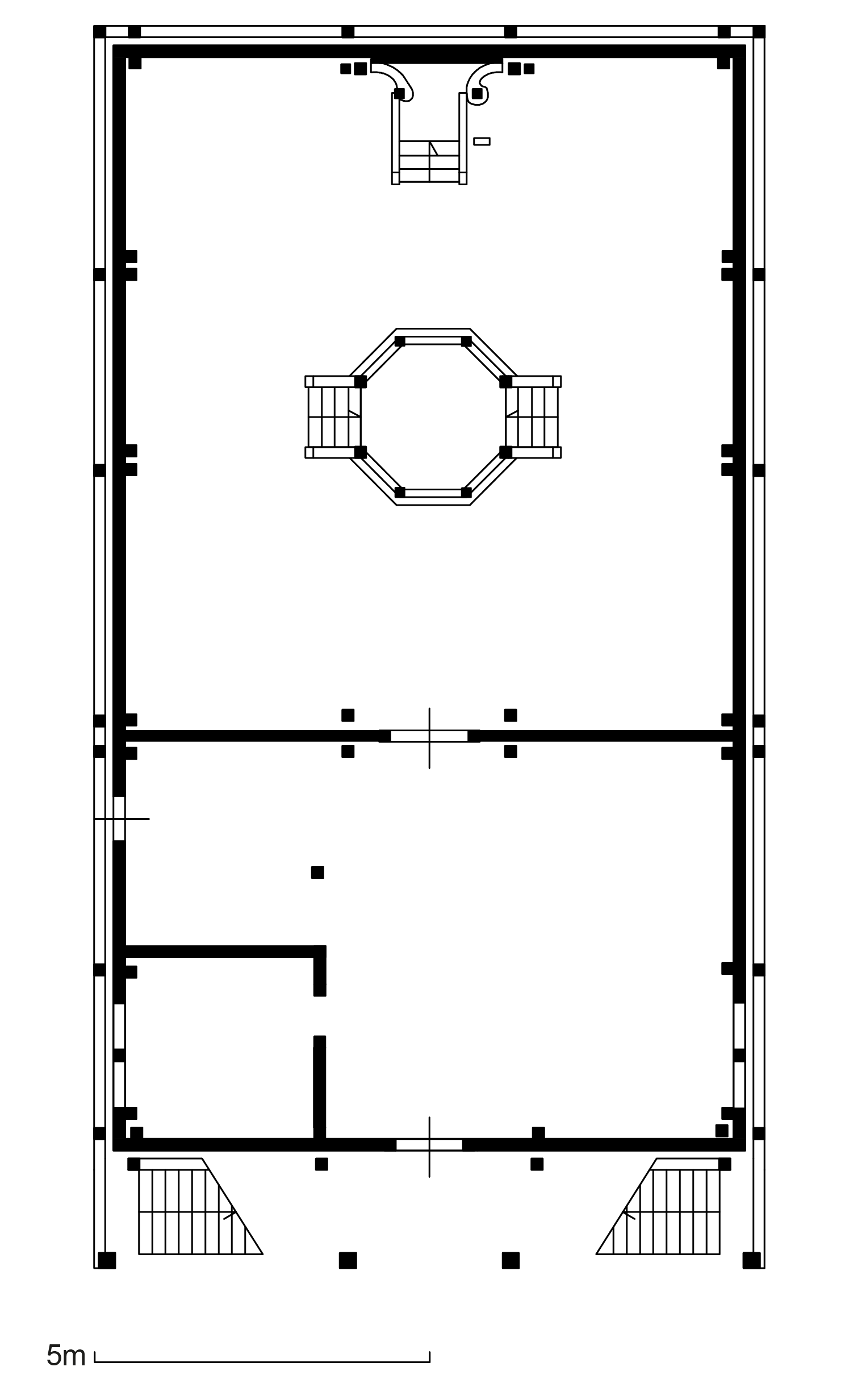
Rekonstruierter Grundriss der hölzernen Synagoge in Pilica, im Zentrum des oberen Raumes unterhalb des Toraschreins befindet sich die Bima